# Cendres et Rouge
 (mars 2022).
Si vous disposez d'ouvrages ou d'articles de référence ou si vous connaissez des sites web de qualité traitant du thème abordé ici, merci de compléter l'article en donnant les références utiles à sa vérifiabilité et en les liant à la section « Notes et références ».
Cendres et Rouge est un roman de l'écrivaine sud-coréenne Pyun Hye-young publié en 2010 en Corée.

## Résumé
T-K, choisi par son directeur pour ses talents de tueur de rats, est muté pour passer quelque temps à la maison mère de sa société. Il débarque à l’aéroport d’Y, dans le pays de C en proie à une épidémie. Les autorités sanitaires le retiennent une nuit à l’aéroport. Libéré, il se rend à l’appartement réservé dans un quartier résidentiel de la capitale envahie d’ordures à la suite d'une grève des éboueurs. Ordre lui est intimé de rester chez lui. Son ami, Yujin, également ex-mari de Jin, son ex-femme, lui apprend que celle-ci a été assassinée et que T-K est considéré comme suspect. Quelques jours plus tard, T-K reçoit la visite d’inconnus. Pris de panique, il saute par la fenêtre. Commence alors une vie misérable de SDF, dans un jardin public d’abord, puis dans les égouts peuplés de sans-abri. C’est encore grâce aux rats que T-K réussit à s’en sortir et à trouver du travail pour une société de dératisation.

## Analyse
Pyun Hye-young poursuit avec Cendres et Rouge une œuvre dans une parfaite continuité. Dans ce pays, qui pourrait être la Corée, mais qui pourrait tout aussi bien être n’importe quel autre, la pandémie ne parvient pas à être éradiquée par les autorités.  Elle s’étend, semant sur son passage la mort, la confusion et l’horreur. Le pays est désormais livré au désordre, manifestant l’impuissance des autorités à maintenir l’ordre social. Dans les premiers jours de son installation au milieu d’une ville presque en ruines, une série de mésaventures vont le transformer en victime. Et ce se statut sera le marchepied transformant le personnage de victime en agresseur. Pour l’auteur, ainsi est la nature humaine, fatalement duelle, mais non définitive.
Roman de la solitude, du désordre, de la violence, Cendres et rouge est un roman paradoxalement d’espoir, car le monde se remet de tout et puise, au plus profond de l’horreur, la pulsion de vie nécessaire à son équilibre. Dans la scène finale, le seul élément qui relie le personnage au monde est encore un téléphone public. Tout un symbole. 